# کوه گونا
کوه گونا (به لاتین: Mount Guna) یک کوه در اتیوپی است که در Debub Gondar Zone, واقع شده‌است. کوه گونا ۴٬۱۲۰ متر بالاتر از سطح دریا واقع شده‌است.